# Crotalaria phylicoides
Crotalaria phylicoides är en ärtväxtart som beskrevs av Hiram Wild. Crotalaria phylicoides ingår i släktet sunnhampor, och familjen ärtväxter. Inga underarter finns listade i Catalogue of Life.